# مسرحيات خليجية
هذه قائمة بأسماء المسرحيات الخليجية، الاجتماعية والكوميدية ومسرحيات الرعب:

## أ
- أبطال السلاحف
- إذا طاح الجمل
- أشباح أم علي
- اغنم زمانك
- ألف باء تاء
- انتخبوا أم علي
- آه يا درب الزلق
- الثلاجه

## ب
- باي باي عرب
- باي باي لندن
- برشامه
- بخور أم جاسم
- بشت المدير
- بنت حيزبونة
- بني صامت
- بو سند في باريس
- بيت بو صالح
- البيت بيتك
- البيت المسكون
- البيت المسكون 2
- البيوت أسرار
- بيت خاص جدا
- بيت العزوبية

## ت
- تويتي
- تحت الكراسي

## ث
- 30 يوم حب.

## ح
- حب في الفلوجه
- حرم سعادة الوزير
- حفلة على الخازوق
- الحاسة السادسة
- حامي الديار
- حط الطير طار الطير
- حكم الحاس
- الحكومة أبخص
- حكاية لعبة

## خ
- خال الحكم
- خلك في البيت
- خمسة وخميسة
- الخيران رايح جاي
- خطوات الشيطان

## د
- الدكتور صنهات
- دفاشة
- دقت الساعة
- درب الزلق
- دوحة تشريف

## ر
- رزنامة

## ز
- زمن دراكولا
- زوج سعادة الوزيرة
- زلزال

## س
- السادة النواب
- سطار أكاديمي
- سوبر سطار
- سوق شرق
- سيف العرب
- سوق المقاصيص
- سكانه مرته

## ش
- الشرطية الحسناء

## ص
- صافي طار
- صح لسانك
- صرخة الرعب
- صفارة إنذار
- صقر قريش

## ض
- ضاع الديك
- ضحية بيت العز

## ط
- طماشه
- طباخ العرب
- طاح مخروش

## ع
- عاصفة الصحراء
- عالباب يا شباب
- عالمكشوف
- عايلة قرقيعان
- إعبيد في التجنيد
- عزوبي السالمية
- العصابة في الوادي
- على الطاير
- على هامان يا فرعون
- علي جناح التبريزي
- عودة فرعون
- عنتر وأبله
- عيال بوعبود

## غ
- غريب عجيب

## ف
- فرحة أمه
- فرسان المناخ
- فري كويت
- فضيحة
- فلونة والشناكل
- في بيتنا مرشح

فيها ونص

## ق
- القاضي راضي
- قدها ونص
- قصر الرعب
- قناص خيطان

## ك
- كابتن ماجد والأطفال
- كابوي في الدبدبة
- كازينو أم عنبر
- الكرنفال الكبير
- الكره مدوره
- كلك نظر
- الكويت سنة 2000
- كول يا شباب
- كونان في أرض البوكيمون

## ل
- اللي يدري يدري
- الليلة يوصل محقان
- لولاكي
- لولاكي 2
- لن أعيش في جلباب زوجتي

## م
- ما يصح إلا الصحيح
- مراهق في الخمسين
- مصاص الدماء
- مصاص الدماء 2009
- مطلوب زوج حالا
- من حبنا لها
- من سبق لبق

## ن
- النوخذه الصغير

## هـ
- هالو بانكوك
- وأيضا هالو دوللي
- هالو كايرو
- هذا سيفوه
- هوامير الأسهم

## و
- الواد ده كويتي
- وحش الليل
- وزير الناس

## ي
- ياواش ياواش
- ينانوة الفريج